# Сатурий Фирм
Сатурий Фирм (на латински: Saturius Firmus) e политик и сенатор на Римската империя през 2 век.
През 148 г. той е суфектконсул заедно с Гай Салвий Капитон.